# Władysław Kabsch
Władysław Kabsch (ur. 5 kwietnia 1891 w Grodzisku Wielkopolskim, zm. 15 lipca 1977 w Ołoboku) – żołnierz armii niemieckiej, powstaniec wielkopolski, oficer Wojska Polskiego w II Rzeczypospolitej, kawaler Orderu Virtuti Militari.

## Życiorys
Urodził się w robotniczej rodzinie Władysława i Pauliny Szubert. Ukończył szkołę powszechną, następnie uczył się w zawodzie gorzelnika w majątku ziemskim w Ujeździe, w powiecie śmigielskim. W latach 1905–1907 był członkiem Towarzystwa Gimnastycznego „Sokół” w Grodzisku Wielkopolskim. W latach 1911–1912 pełnił służbę w pułku grenadierów armii niemieckiej w Świdnicy. Po wybuchu I wojny światowej wcielony do armii niemieckiej, w szeregach 107 pułku grenadierów walczył na froncie zachodnim. Był dwukrotnie ranny.
W 1918 powrócił do Grodziska i zaczął organizować oddziały powstańcze. W powstaniu wielkopolskim walczył pod rozkazami ppor. Skrzydlewskiego. Na froncie polsko bolszewickim walczył w szeregach 56 pułku piechoty wielkopolskiej. 17 marca 1920 został ranny dowodząc 7 kompanią w czasie walki pod Słobodą Jakimowską.
Po wojnie pozostał w zawodowej służbie wojskowej. Pełnił służbę w 56 pułku piechoty w Krotoszynie, a następnie 84 pułku piechoty w Pińsku. W 1921 był przydzielony do Szkoły Podoficerów Piechoty nr VII. 31 marca 1924 został mianowany kapitanem ze starszeństwem z 1 lipca 1923 i 94. lokatą w korpusie oficerów piechoty. Z dniem 30 września 1931 został przeniesiony w stan spoczynku.
W latach 1933–1939 był burmistrzem Krzywinia. We wrześniu 1939 zgłosił się do Brygad Robotniczych w Warszawie, walcząc na Pradze i Żoliborzu. Po kapitulacji wrócił do Wielkopolski. Działał w konspiracji, tworzył struktury ZWZ w Ostrowie Wielkopolskim. Latem 1940 został wysiedlony przez Niemców do Generalnej Guberni. Po 1945 pracował w budownictwie, a w 1956 przeszedł na emeryturę.
Był dwukrotnie żonaty. Z Antoniną z Malińskich miał troje dzieci i z Barbarą z Dutkowskich także troje.

## Ordery i odznaczenia
- Krzyż Srebrny Orderu Virtuti Militari (13 kwietnia 1921)[10]
- Krzyż Niepodległości[1]
- Krzyż Walecznych
- Srebrny Krzyż Zasługi (24 grudnia 1928)[11]
- Wielkopolski Krzyż Powstańczy (1 sierpnia 1958)[12]